# Тіммінс
 Тіммінс  (англ. Timmins) — містечко й шахтарний центр в окрузі Кокрана, провінції Онтаріо у Канаді.

## Географія
Тіммінс розташований на річці Маттагамі (англ. Mattagami River) та Канадському щиті в північно-східній частині Онтаріо, за 680 кілометрів на північ від Торонто.

### Клімат
Місто знаходиться у зоні, котра характеризується вологим континентальним кліматом з теплим літом. Найтепліший місяць — липень із середньою температурою 17.4 °C (63.3 °F). Найхолодніший місяць — січень, із середньою температурою -17.5 °С (0.5 °F).
| Клімат Тіммінса         | Клімат Тіммінса | Клімат Тіммінса | Клімат Тіммінса | Клімат Тіммінса | Клімат Тіммінса | Клімат Тіммінса | Клімат Тіммінса | Клімат Тіммінса | Клімат Тіммінса | Клімат Тіммінса | Клімат Тіммінса | Клімат Тіммінса | Клімат Тіммінса |
| Показник                | Січ.            | Лют.            | Бер.            | Квіт.           | Трав.           | Черв.           | Лип.            | Серп.           | Вер.            | Жовт.           | Лист.           | Груд.           | Рік             |
| Абсолютний максимум, °C | 6,4             | 11,7            | 19,9            | 29,9            | 33,3            | 38,8            | 38,9            | 36,7            | 32,2            | 28,3            | 18,9            | 14,2            | 38,9            |
| Середній максимум, °C   | −11             | −7,5            | −0,9            | 7,6             | 16,6            | 21,7            | 24,2            | 22,3            | 16,1            | 8,9             | 0,1             | −7,8            | 7,5             |
| Середня температура, °C | −17,5           | −14,4           | −7,7            | 1,2             | 9,6             | 14,7            | 17,4            | 15,7            | 10,3            | 4,2             | −4              | −13,2           | 1,3             |
| Середній мінімум, °C    | −23,9           | −21,3           | −14,5           | −5,2            | 2,5             | 7,5             | 10,5            | 9,1             | 4,4             | −0,6            | −8,1            | −18,7           | −4,9            |
| Абсолютний мінімум, °C  | −44,2           | −45,6           | −37,8           | −29,4           | −11,1           | −3,2            | −0,5            | −1,7            | −6,4            | −13             | −33,9           | −43,9           | −45,6           |
| Норма опадів, мм        | 54              | 37              | 59              | 53              | 69              | 89              | 92              | 82              | 88              | 77              | 70              | 62              | 831             |
| Днів з опадами          | 17,7            | 13,6            | 13,3            | 11              | 12,1            | 14,4            | 14              | 13,9            | 16,6            | 16,4            | 18,7            | 19              | 180,7           |
| Днів з дощем            | 1,6             | 1               | 3,3             | 6,5             | 11,1            | 14,4            | 14              | 13,9            | 16,3            | 13              | 6               | 2,1             | 103,1           |
| Днів зі снігом          | 18,1            | 13,9            | 11,9            | 7               | 2,2             | 0,3             | 0               | 0               | 0,9             | 6,6             | 15,6            | 19,1            | 95,6            |
| ----------------------- | --------------- | --------------- | --------------- | --------------- | --------------- | --------------- | --------------- | --------------- | --------------- | --------------- | --------------- | --------------- | --------------- |
| Джерело: Weatherbase    |                 |                 |                 |                 |                 |                 |                 |                 |                 |                 |                 |                 |                 |

## Історія
Першими людьми, котрі тут оселилися, були кочові племена «Тіммінс» — такі як Оджибва і Крі, починаючи з 7000 р. до Різдва Христового.
В кінці 17-го століття, дослідники та торговці хутром створили форпости на півночі задля торгівлі хутром. Компанія Гудзонової затоки і Північно-Західна Компанія пізніше стоврила кілька торгових постів на основних маршрутах у Північному Онтаріо. Суперництво між цими двома торговими компаніями привело до необхідності отримувати їх хутра на ринок якомога швидше, це, в свою чергу, призвело до розвитку «Стежки Дикобраза» (англ. Porcupine Trail) — торгового шляху, що з'єднував басейни річок Абітібі (англ. Abitibi) та Маттаґамі (англ. Mattagami River) — і проходив через територію сучасного Тіммінса.

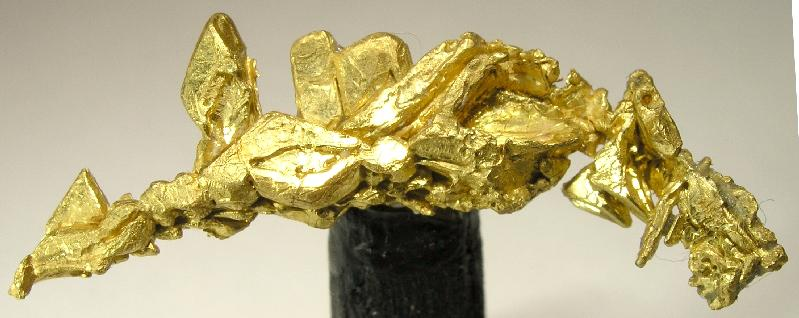
Зразки золота, ймовірно, з шахти Pamour

В 1909 році два геологи виявили «Золоті сходи», багату золоту жилу, на якій пізніше були закладені шахти. Протягом декількох днів почалася «Лихоманка Золотого Дикобраза», і величезне шахтарське селище формується на «Озері Дикобраза», за декілька кілометрів на схід від сучасного міста Тіммінс. Ноа Тіммінс засновував місто в 1912 році, після відкриття покладів золота в «Таборі Дикобраза» у шахтах Голінгер, Макінтайр і Великий Купол.
Відкриття неблагородних металів в 1960 році збільшили вартість місцевої промисловості, і сьогодні місто продовжує бути успішним видобувним центром — через численні супутні родовища золота та важливі цинк, мідь й нікель.

## Українці в Тіммінс
З 1940-тих років в Тіммінсі розвивалася активна українська громада. До 2001 року у місті діяла греко-католицька церква Св. Юрія на вулиці Саут Сідер Стріт. У місті досі існує невелика громада українців, які беруть активну участь в культурному громадському житті. В Тіммінсі в 1984 році був закладений український парк "Кобзар", де встановлено пам'ятник Тарасу Шевченку.

## Відомі люди
Тут народились хокеїсти:
- Лес Костелло (1928—2002), відомий за виступами в складі «Торонто Мейпл-Ліфс».
- Мюррей Костелло (* 1934)
- Дейл Ролф  (* 1940)

Тіммінс був домівкою для Шанайя Твейн — канадської поетеси-співачки у стилі кантрі-поп.

## Галерея

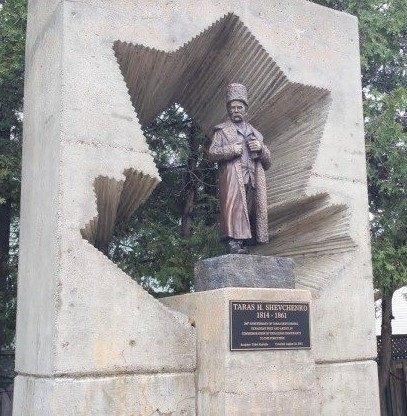
Пам'ятник Т. Шевченку в парку Кобзар у місті Тіммінс, Онтаріо
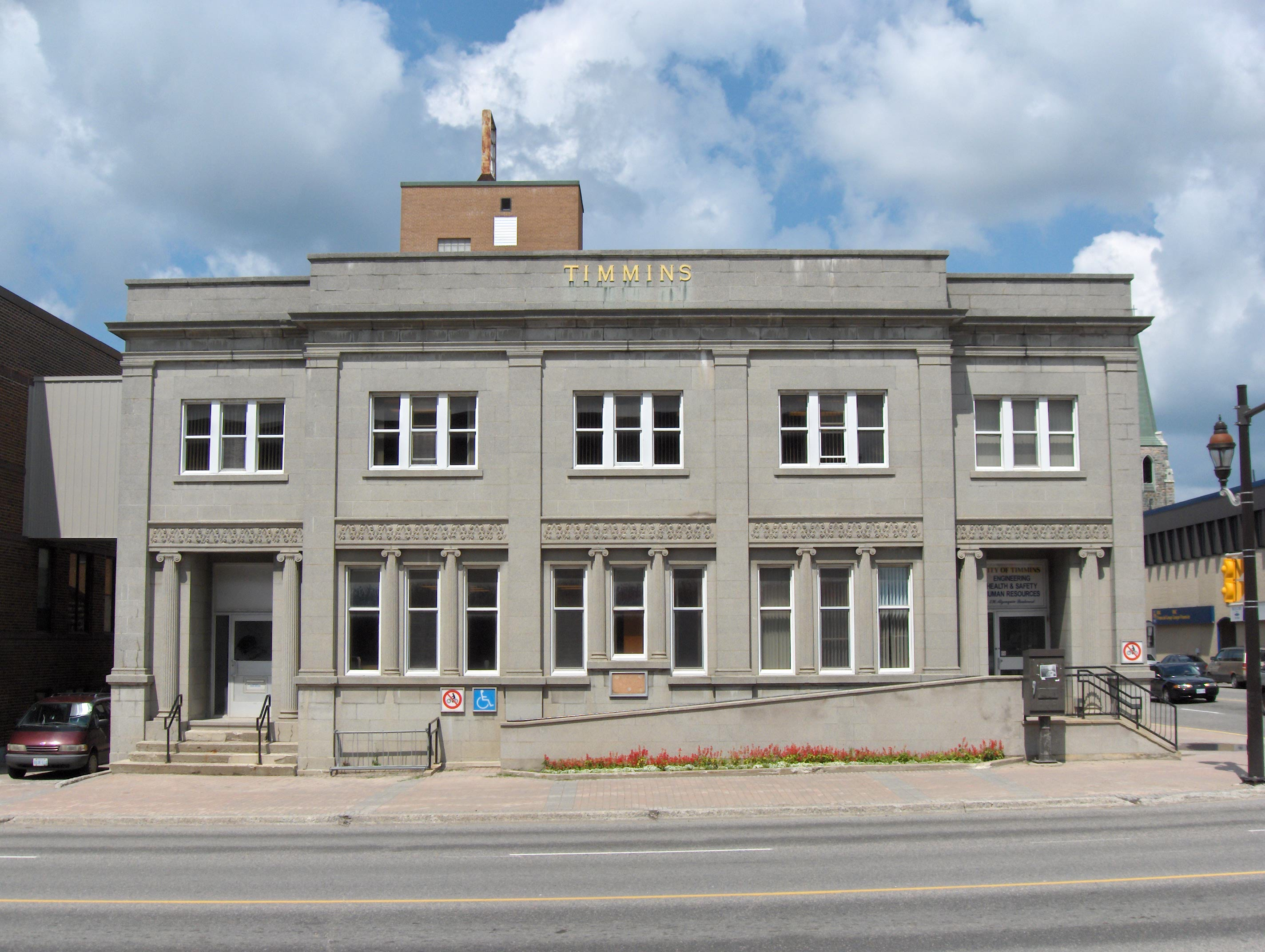
Міська ратуша (раніше – бібліотека та поштамт)
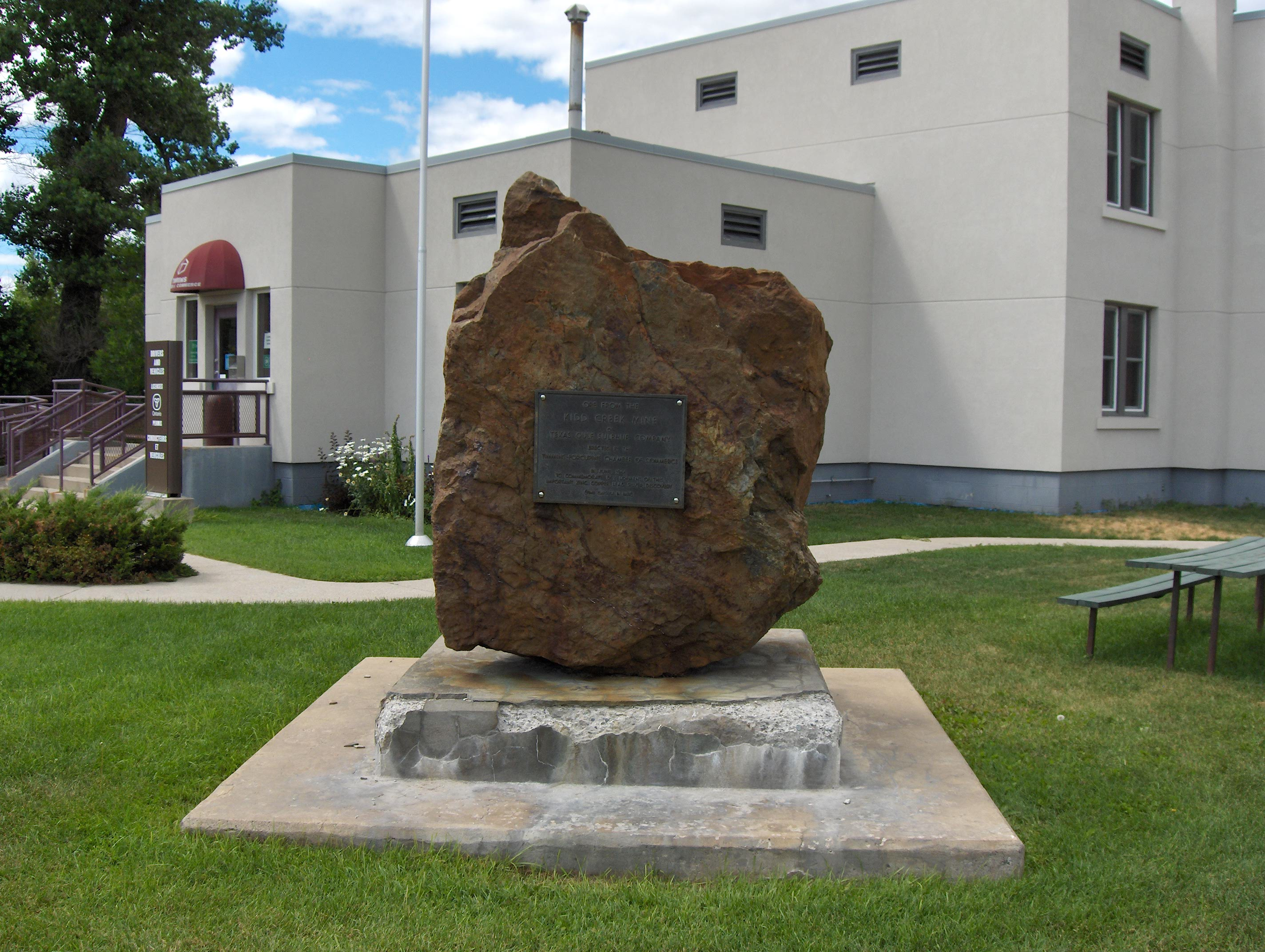
Торгівельна палата
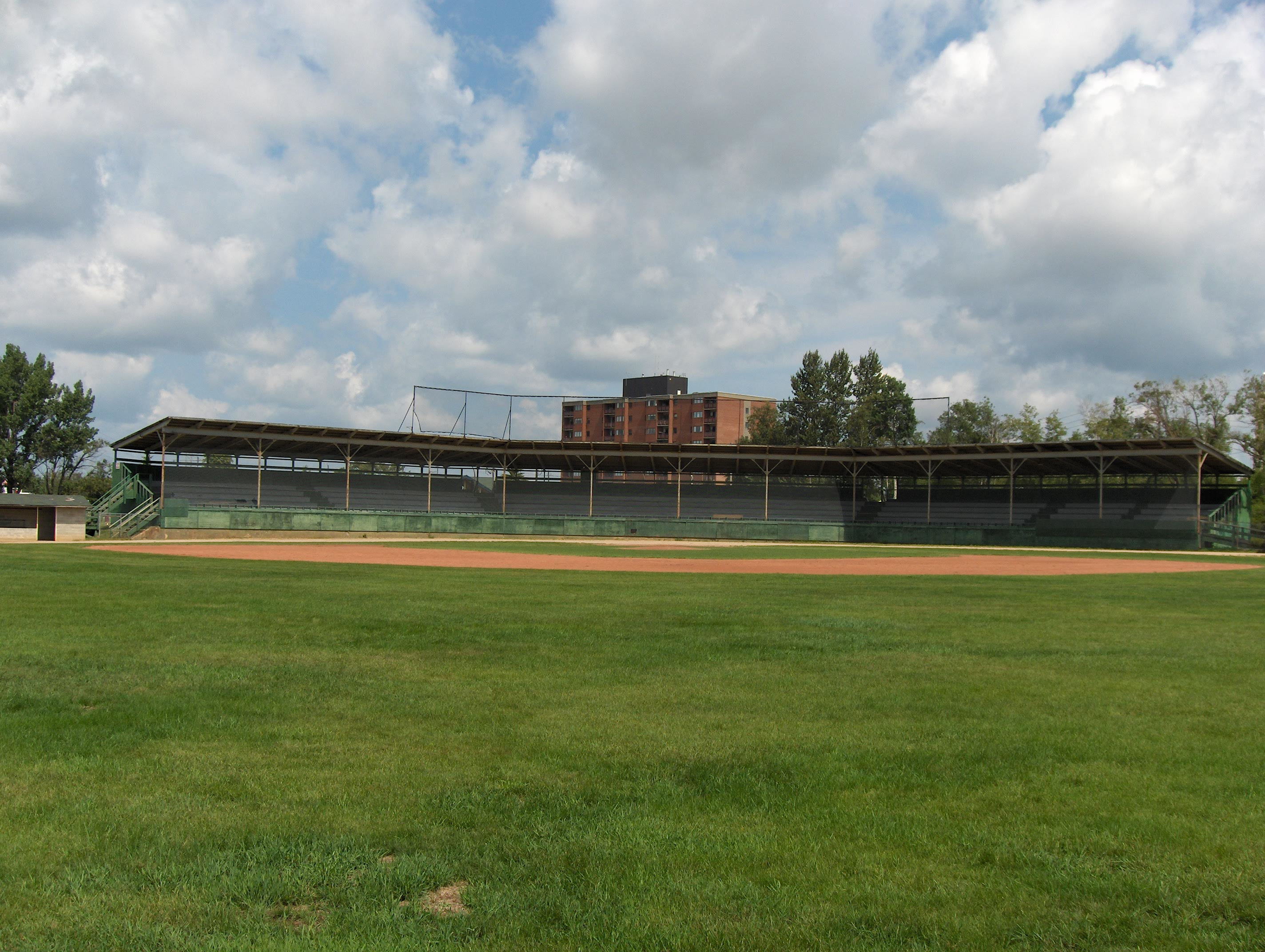
Бейсбольний стадіон у Голлінджер-парку